# Phippsiella similis
Phippsiella similis är en kräftdjursart som beskrevs av Sars 1895. Phippsiella similis ingår i släktet Phippsiella och familjen Stegocephalidae. Arten är reproducerande i Sverige. Inga underarter finns listade i Catalogue of Life.